# Karl Schwegler
Karl Schwegler (17. september 1902 - ukendt dødsår) var en schweizisk roer.
Schwegler vandt sølv i firer med styrmand ved OL 1928 i Amsterdam. De øvrige medlemmer af den schweiziske båd var Ernst Haas, Joseph Meyer, Otto Bucher og Fritz Bösch. Der deltog i alt 11 lande i disciplinen, hvor Italien og Polen tog guld- og bronzemedaljerne. Det var det eneste OL han deltog i.

## OL-medaljer
- 1928:  Sølv i firer med styrmand